# Somatidia angusta
Somatidia angusta là một loài bọ cánh cứng trong họ Cerambycidae.